# Petljakov Pe-3
Petljakov Pe-3 byl sovětský dvoumotorový stíhací letoun s dlouhým doletem.

## Vývoj
První prototyp stroje zalétal tovární pilot mjr. Federov 7. srpna 1941 a o den později převzal plukovník Stěpančonok letoun ke zkouškám vojenského letectva. Jednalo se prakticky o pozměněný bombardovací letoun Petljakov Pe-2 bez aerodynamických brzd pod křídlem a se zvětšeným objemem palivových nádrží. Letoun měl po zavedení výroby koncem srpna 1941 značné problémy, protože jeho rychlý vývoj byl nedostatečný, rovněž první bojové zkušenosti u 95. leteckého pluku vyvolaly stížnosti.
Proto byl v září vyroben zlepšený stroj Pe-3bis, který zalétal pilot Chripkovoj. Letoun poháněla dvojice motorů VK-105PA o výkonu 772 kW. Jeho výzbrojí byly dva kulomety UBK ráže 12,7 mm v přídi se změněným zasklením a pod nimi jeden 20mm kanon ŠVAK. Na požadavky pilotů bylo instalováno čelní pancéřování, pro zlepšení přistávací charakteristiky dostaly náběžné hrany křídel automatické sloty, přibyla možnost instalace průzkumné kamery a další drobné změny. Letoun se vyráběl v malých sériích až do roku 1944.
Pe-3 zůstaly ve výzbroji až do konce války. Nejdéle sloužily u letectva Severní floty, které je nahradilo stroji Iljušin Il-28 na počátku 50. let.

## Specifikace (Pe-3)

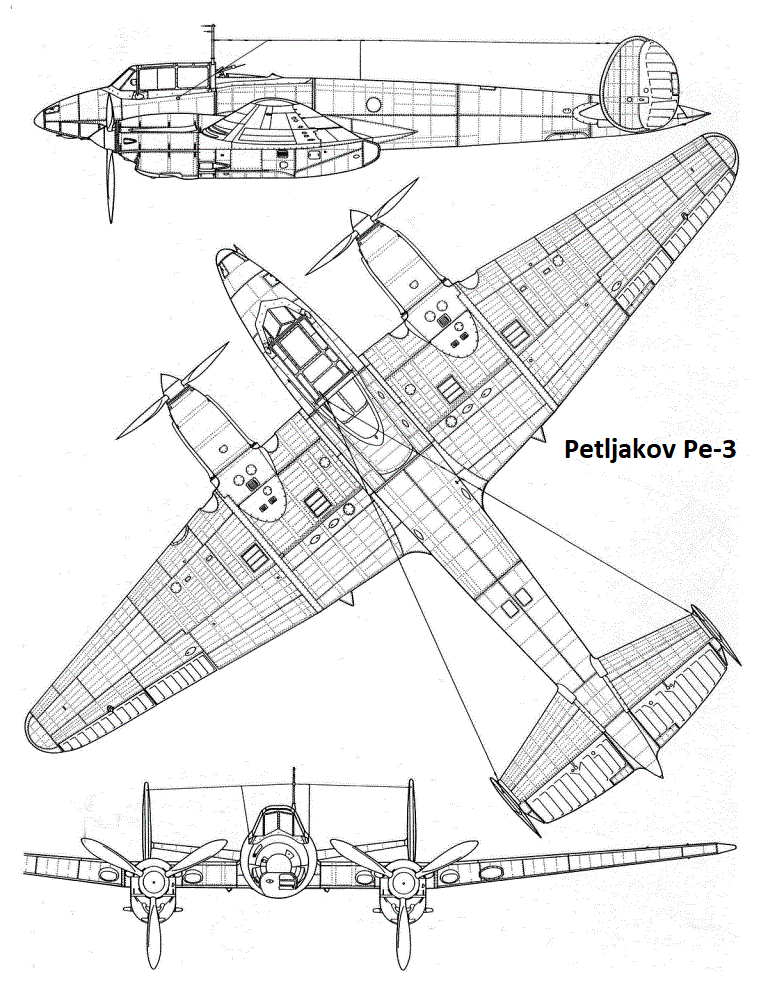
Třípohledový nákres

### Technické údaje
- Osádka: 2
- Rozpětí: 17,13 m
- Délka: 12,67 m
- Výška: 3,93 m
- Vlastní hmotnost: 5730 kg
- Vzletová hmotnost: 7860 kg
- Maximální vzletová hmotnost:
- Nosná plocha: 40,80 m²
- Pohonná jednotka: 2 × vidlicový dvanáctiválec VK-105R
- Výkon pohonné jednotky: 2 × 772 kW (1050 k)

### Výkony
- Max. rychlost: km/h 442 (při zemi), 535 km/h (ve výšce 5300m)
- Stoupavost: 9,65 min do 5000m
- Dostup: 8600 m
- Dolet: 2150 km

### Výzbroj
- 1 × pevný 20mm kanón ŠVAK
- 2 × pevný 12,7mm kulomet BK
- 1 × pohyblivý 12,7mm kulomet BT
- 1 × pohyblivý 7,62mm kulomet ŠKAS)
- 2 × 250kg puma na závěsnících pod trupem a 2 × 100kg puma na závěsnících pod motorovými gondolami